# National Challenge Cup de 1966
A National Challenge Cup de 1966 foi a 53ª temporada da competição futebolística mais antiga dos Estados Unidos. New York Ukrainians entra na competição defendendo o título.
O campeão da competição foi o Philadelphia Ukrainians conquistando seu segundo título, e o vice campeão foi o Orange County SC.

## Participantes
| Entram na Primeira Fase |
| - Chicago Kickers - Greek-American AC - Newark Ukrainian Sitch - New York Ukrainians - Orange County SC - Philadelphia Ukrainians - Seattle Hungarians - White Star |

## Premiação
| National Challenge Cup de 1966              |
| ------------------------------------------- |
| Philadelphia Ukrainians Campeão (4º título) |